# Dvin
För den moderna staden, se Dvin (stad).

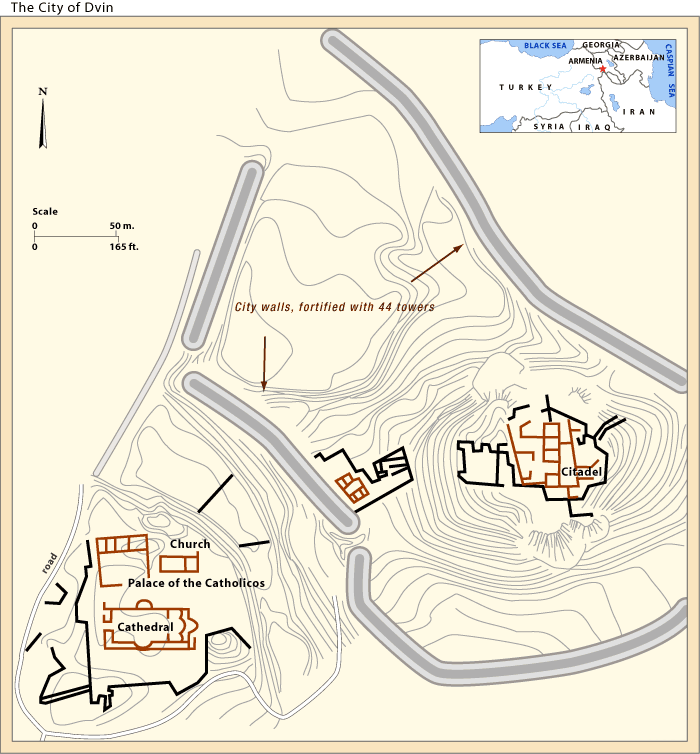
Karta

Dvin (armeniska: Դվին; grekiska: Δούσιος or Τίβιον; även Duin eller Dwin enligt forntida källor) var en stor handelsstad och Armeniens huvudstad under tidig medeltid. Staden låg norr om den föregående huvudstaden i Armenien, Artasjat, vid floden Achurjan, 35 kilometer söder om dagens huvudstad Jerevan. Platsen för den forntida staden Dvin är idag inte mer än en stor kulle belägen mellan dagens huvudväg genom orten Hnaberd och orten Verin Dvin. Systematiska utgrävningar har pågått sedan 1937 och har gett en mängd material som gett kunskap om den armeniska kulturen mellan 400- och 1200-talen.

## Namnet
Forntida armeniska skriftkällor stavar nästan alltid namnet på staden Dvin, Dwin eller Duin. Senare författare favoriserade stavningen Dvin, vilket idag är den vanligaste formen som används i vetenskaplig litteratur.

## Historia
Staden Dvin byggdes år 335 v.t. av Khosrov III av Armenien (av den Sassanidiska dynastin) på platsen för en äldre bosättning och en fästning från 2000-talet före Kristus. Därefter var Dvin den främsta residensstaden för de armeniska kungarna i Arsakiddynastin (år 12–428 v.t.), ofta kallat Stor-Armenien. Därefter expanderade staden till en befolkning på omkring 100 000 invånare. Efter Stor-Armeniens fall år 428 blev Dvin residensstad för Sassanidernas utsedda marzpaner (markgrevar), Bysantinska rikets kouropalater och senare Umayyadernas och Abbasidernas utsedda ostikaner (guvernörer). År 640 var Dvin centrum i emiratet Armenien.

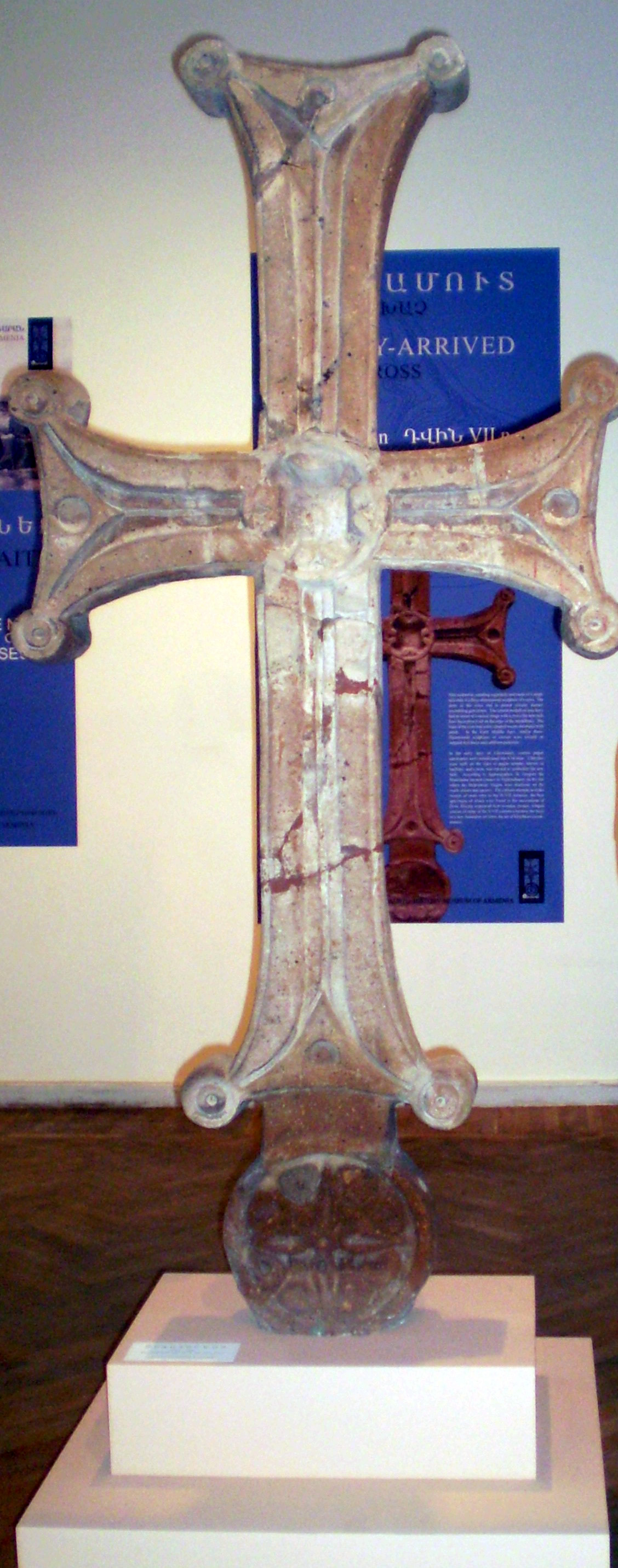
Ett två meter högt kors funnet på platsen.

Under Arskiddynastins styre utvecklades Dvin till en av de befolkningsmässigt största och rikaste städerna öster om Konstantinopel. Stadens välgång fortsatte även efter Armeniens delning mellan Romarriket och Persien, men blev slutligen ett militärt mål under den arabiska invasionen. Enligt historikern Sebeos och katolikos (biskop) Hovhannes Draschanakerttsi intogs Dvin år 640 under Konstans II:s och katolikos Ezras styre. Araberna kallade staden Dabil.
Trots det faktum att Dvin utgjorde slagfält mellan arabiska och bysantinska styrkor de kommande två århundradena, var staden ändå på 800-talet en blomstrande stad. Återkommande jordbävningar och ett fortsatt arabiskt förtryck ledde dock till stadens nedgång i början av 900-talet. En jordbävning år 893 raserade staden och större delen av dess 70 000 invånare avled.
Bysantinska riket erövrade år 1045 Armenien och Dvin från kungadynastin som utgjordes av den armeniska grenen av bagratiderna (Bagratuni). År 1064 ockuperade de turkiska seldjukerna staden. Kurdiska Shaddadiddynastin styrde sedan staden som seldjukernas vasaller från denna tid och fram till att Georgiens kung George III tog över 1173. Åren 1201–1203, under drottning Tamars regeringstid, stod staden åter under georgiskt styre. År 1236 totalförstörde mongolerna Dvin.
Dvin var Najm ad-Din Ayyubs och Asad ad-Din Shirkuh bin Shadhis födelseort, båda kurdiska generaler i tjänst hos seldjukerna. Najm ad-Din Ayyubs son Saladin var den Egyptiska Ayyubiddynastins grundare. Den legendariske Saladin var född i Tikrit, i dagens Irak, men hans familj hade sitt ursprung i den forntida staden Dvin.

## Gregorios Upplysarens domkyrka

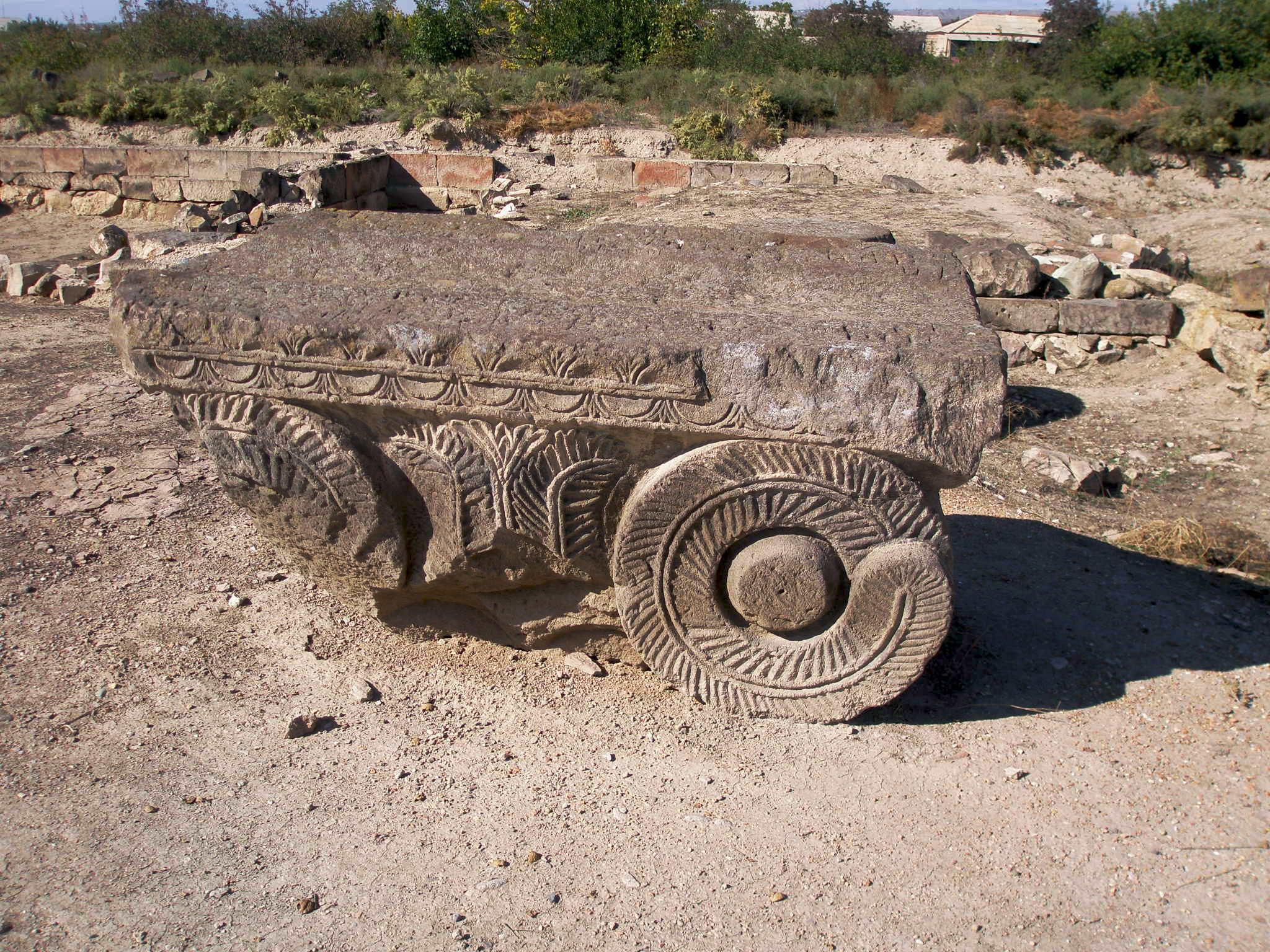
Kapitäl, en rest från Gregorios Upplysarens domkyrka.

Vid det centrala torget i den forntida staden låg Gregorios Upplysarens domkyrka. Den uppfördes ursprungligen på 200-talet som ett treskeppigt hedniskt tempel med sju par inre stöd. Templet återuppbyggdes på 300-talet som en kristen kyrka, med en femsidig absid som tydligt stack fram på dess östra sida. I mitten av 400-talet fick kyrkan en pelargång på utsidan. När domkyrkan hade byggts var det den största av sitt slag i Armenien och mätte 30,41 x 58,17 m.
Ornamentdekorationer smyckade såväl kyrkans interiör som exteriör. Kolonnernas kapitäler var dekorerade med en ormbunksliknande relief, medan kornischerna var huggna som tre sammanflätade delar. Golvet var av flerfärgade mjukt tonade mosaikplattor i ett geometriskt mönster, medan absidens golv dekorerades på 600-talet med en mosaik av mindre stenar som avbildade Jungfru Maria. Detta är den äldsta kända mosaikavbildningen av henne i Armenien.
I mitten av 600-talet återuppbyggdes katedralen till en korsformad kupolförsedd kyrka med absider som stack ut från dess sidofasader. Allt som idag kvarstår av katedralen är stengrunden som avtäckts under arkeologiska utgrävningar på 1900-talet.